# Shay Jordan
Shay Jordan (Filipinas, 17 de noviembre de 1985) es una actriz pornográfica y actriz de cine estadounidense de origen filipino.

## Biografía
Nacida en Filipinas en noviembre de 1985, se mudó a Hawái, donde vivió con sus primos, los cuales servían a la Marina de los Estados Unidos, así que se mudaban frecuentemente, hasta que se establecieron en San Diego, California cuando Jordan aún era joven. Fue a la Escuela de Arte Culinario de San Diego, donde estudió francés y Cocina Asiática. Jordan es mitad filipina, mitad alemana.
Empezó su carrera en la industria haciendo modelaje de desnudos, y luego empezó a aparecer en escenas lésbicas sola mientras trabajaba en una agencia. Luego de unos meses, salió de las películas lésbicas, pues sintió que podía crear mejores escenas con hombres. Como sea, solo quería hacer escenas heterosexuales si podía conseguir un contrato con una compañía de películas. Su primera escena heterosexual fue para la compañía Digital Playground, con quien luego firmó un contrato en agosto de 2006. Su primera escena con esta compañía fue con el actor Scott Nails en la película Control 4, estrenada a fines de 2006.
Jordan es una ávida cocinera y ha declarado que eventualmente le gustaría abrir su propio restaurante.
Se ha descrito a sí misma como bisexual.
En 2009 renunció a Digital Playground

## Premios
- 2007 Premios NightMoves – Mejor Nueva Estrella[7]
- 2009 Premio AVN – Mejor Escena Grupal de Mujeres – Cheerleaders[8]